# Daniel Bess
Daniel Luke Bess (Honolulu, Hawaï, 8 oktober 1977) is een Amerikaans acteur.
Hij heeft eerst een tijd in New York in theaters gespeeld, voordat hij naar Los Angeles vertrok.
Vanaf 1999 is hij in verschillende films en televisieseries te zien. Hierin heeft hij voornamelijk kleinere rollen. Zo speelde hij in Law and Order, 24, ER, Grey's Anatomy, CSI en CSI: Miami.

## Trivia
- Naar eigen zeggen vond hij het moeilijk om naar zijn optreden in de serie 24 te kijken.
- Zijn bijnaam is Danny.

Bron: Tv.com

## Filmografie
- 1999 - Law and Order - Politieagent
- 2001 - Not Another Teen Movie - Student in paniek
- 2001 - 24 - Rick Allen (2001-2002)
- 2002 - ER - Marshall
- 2005 - Grey's Anatomy - Pete Willoughby
- 2005 - Constellation - Jonge beer
- 2005 - CSI: Crime Scene Investigation - Officier Bell
- 2005 - Munich - Amerikaans atleet
- 2006 - CSI: Miami - Chad Moore